# Return to the Playboy Mansion
Albums de Dimitri from Paris
Cocktail Disco
(2007)
Return to the Playboy Mansion est un album de Dimitri from Paris sorti en avril 208.
Contrairement à une grande partie de ses autres albums produits par Yellow Productions, le label créé par Bob Sinclar à ses débuts, Return to the Playboy Mansion sort sous un White label (label indépendant) et est influencé cette fois par des grands noms tel que Vincent Montana, Jr, Ronnie w Baker, Norman Harris, Earl Young, Kenneth Gamble et Leon Huff du groupe MFSB.